# Phlomis herba-venti
Phlomis herba-venti é uma espécie de planta com flor pertencente à família Lamiaceae. 
A autoridade científica da espécie é L., tendo sido publicada em Sp. Pl. 2: 586. 1753.

## Portugal
Trata-se de uma espécie presente no território português, nomeadamente os seguintes táxones infraespecíficos:
- Phlomis herba-venti subsp. herba-venti - presente em Portugal Continental. Em termos de naturalidade é nativa da região atrás referida. Não se encontra protegida por legislação portuguesa ou da Comunidade Europeia.